# پوشش‌برداری
پوشش‌برداری (به انگلیسی: Decapping) یک مدار مجتمع فرایند حذف پوشش محافظ یا پخش‌کننده حرارت یکپارچه‌شده (IHS) یک مدار مجتمع است به طوری که دای موجود برای بازرسی چشمی از مدارهای ریز نقش بسته شده روی دای نمایان می‌شود. این فرایند معمولاً به منظور رفع اشکال در تولید تراشه یا احتمالاً کپی اطلاعات قطعه، برای بررسی تراشه‌های تقلبی یا مهندسی معکوس انجام می‌شود. شرکت‌هایی مانند تک‌اینسایس چیپ‌ریبل پوشش‌برداری می‌کنند، عکس‌های دای را می‌گیرند و تراشه‌های مهندسی معکوس را برای مشتریان انجام می‌دهند. مدارهای مجتمع مدرن را می‌توان در بسته‌های پلاستیکی، سرامیکی یا اپوکسی قرار داد.

معمولاً سرپوش‌برداری با زدایش شیمیایی پوشش، برش لیزری، تبخیر لیزری پوشش، زدایش پلاسما یا برداشتن مکانیکی پوشش با استفاده از دستگاه فرز، تیغ اره یا از طریق لحیم‌برداری و برش انجام می‌شود. این فرایند می‌تواند مخرب یا غیر مخرب دای داخلی باشد. با احتیاط، می‌توان پوشش یک قطعه را برداشت و همچنان عملکرد آن باقی بماند. همچنین ممکن است در تلاش برای کاهش دمای کاری یک مدار مجتمع مانند پردازنده، با جایگزینی مواد رابط حرارتی (TIM) بین دای و IHS با TIM با کیفیت بالاتر انجام شود.

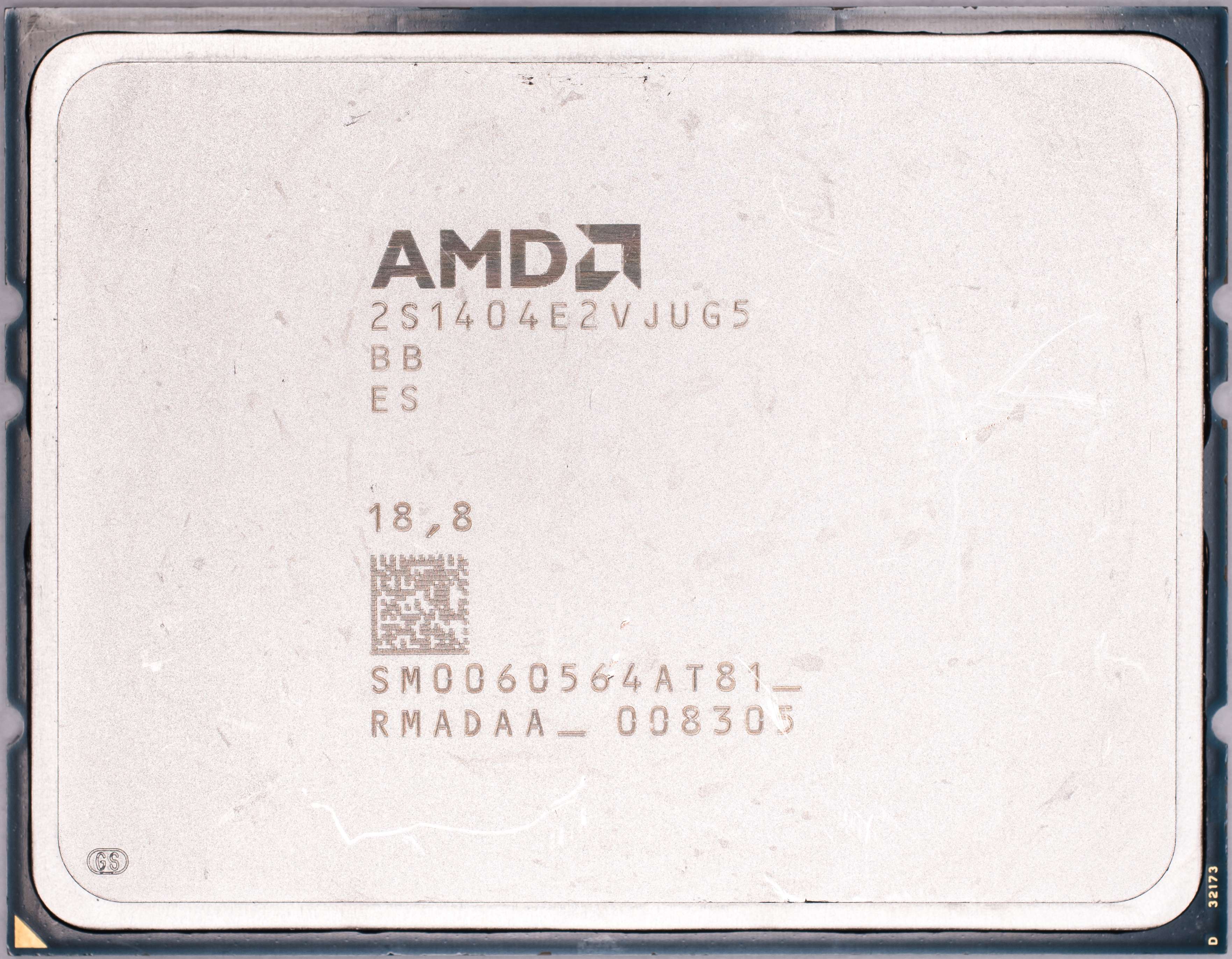
پردازنده سرور ای‌ام‌دی زِن ۲ EPYC 7702، پیش از پوشش‌برداری
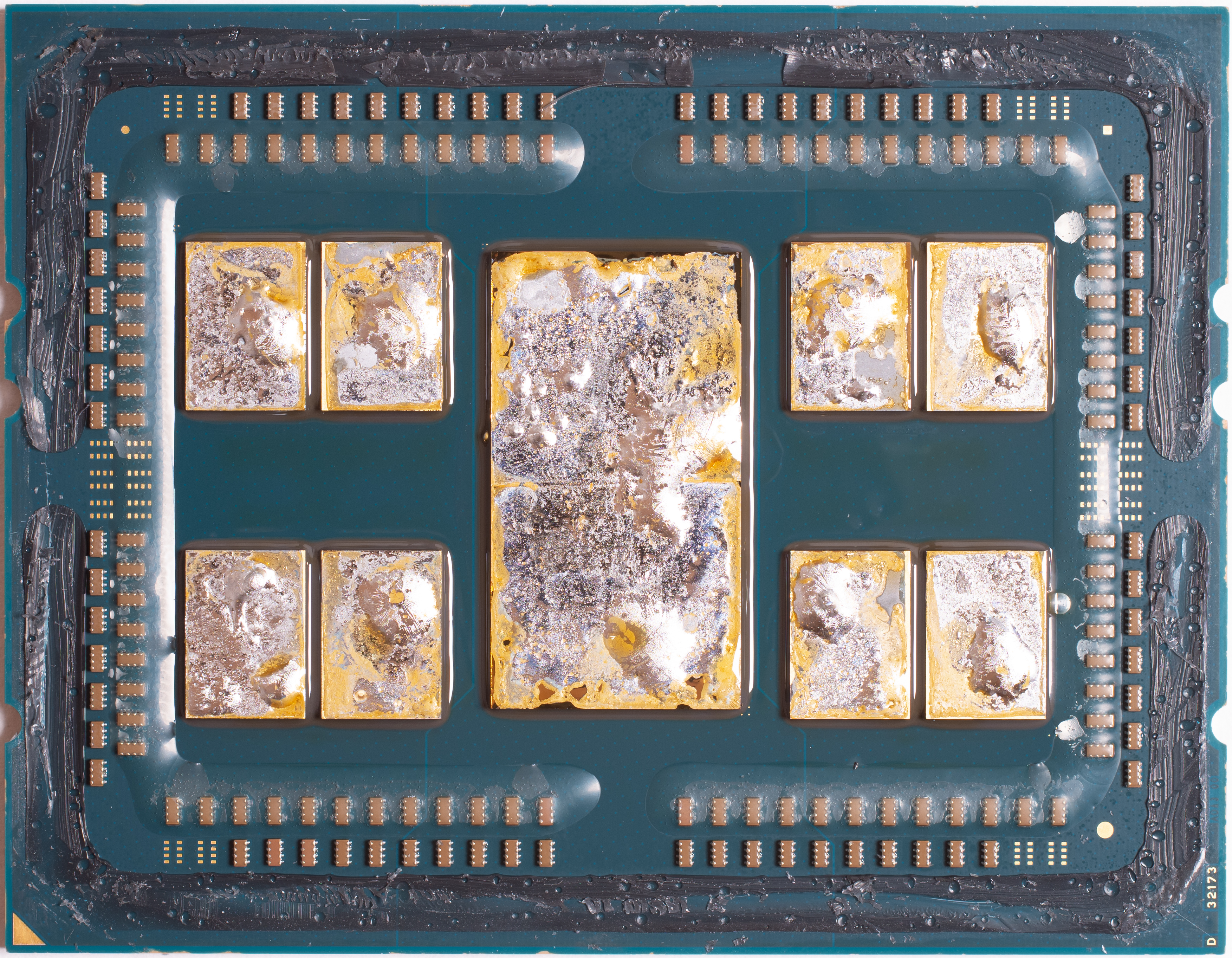
AMD EPYC 7702 پس از پوشش‌برداری، با باقی مانده مواد رابط حرارتی لحیم (TIM).
قبل از زدایش فلزپوشش  روی مرکز دای برداشته و چرخانده شده‌است. پد برای توپی‌های لحیم تراشه برگردان قابل مشاهده است
نمای مرکز دای، پس از برداشتن از زیرلایه بسته پردازنده و زُدایش فلزپوشش.
نمایی از دای یکی از ۸ دای دیگر روی پردازنده ، پس از زدایش فلزپوشش.
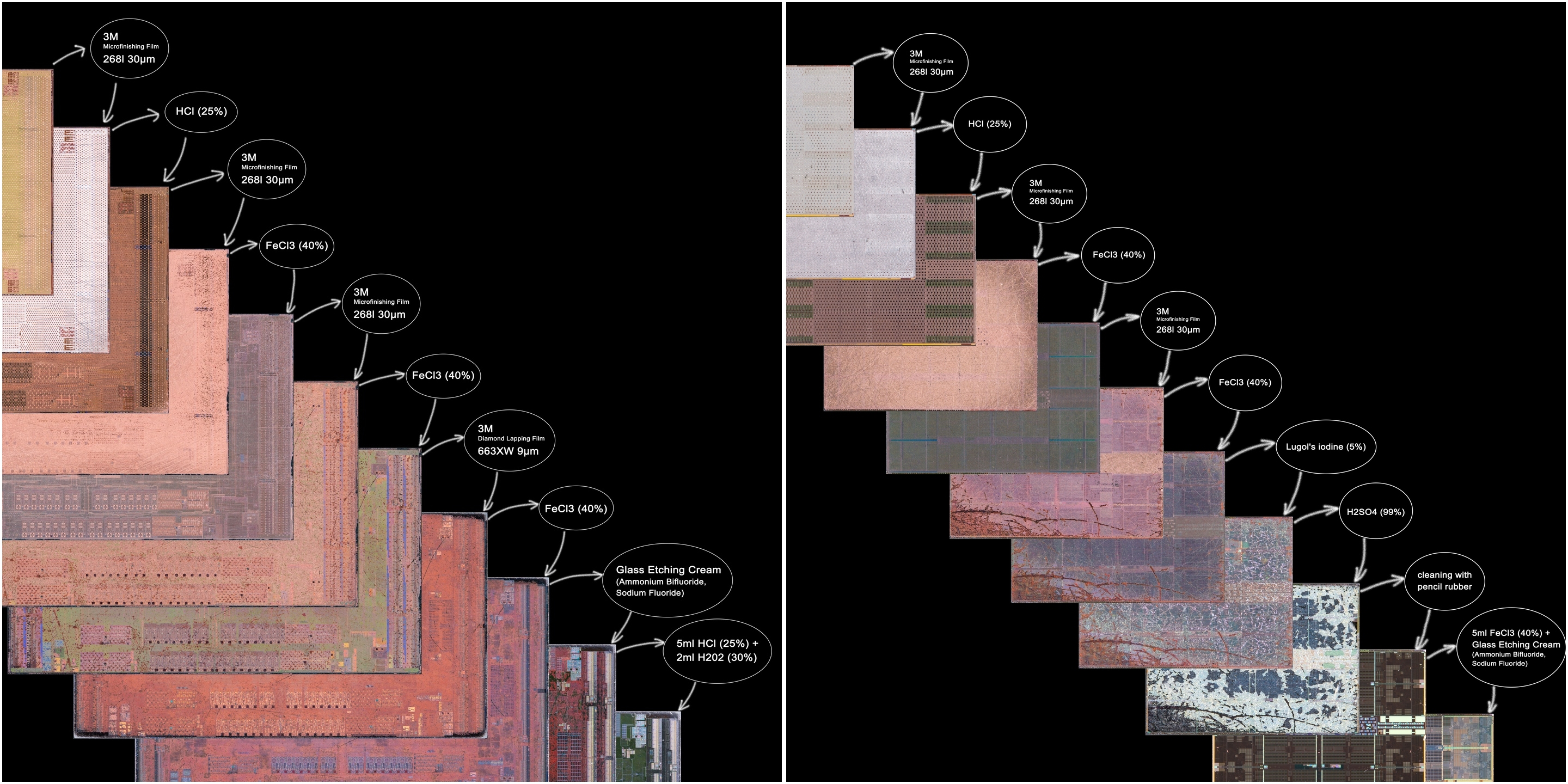
مراحل اتصال (فلزپوشش) مس (فلزپوشش) (حذف)